# Ернст (Нордгау)
Ернст I (на немски: Ernst I, † 11 ноември 865) от франкската благородническа фамилия Ернсте, е граничен граф в Нордгау, Бавария, близък довереник на крал Лудвиг Немски, тъст на неговия син Карлман, и след краля най-важният благородник в Бавария.

## Произход и управление
Той е син на Ернст и Вартрун. Сестра му се омъжва за граф Гебхард от Лангау, родоначалник на род Конрадини.
Ернст I е доказан за пръв път 829 г. като граничен граф на Нордгау и главен граф на Бавария. През 849 г. той е наричан dux partium illarum, когато е водещ при поход против Бохемия, през 855 г. като ductor на баварската войска при друг поход против същия противник. Наричан е „пръв между приятелите на краля“.
Ернст I е свален през 861 г., защото участвал в заговора на Карлман против баща му. На 6 април 861 г. той е осъден на дворцово събрание в Регенсбург за невярност и му се вземат дадените му собствености. Той се оттегля в личните си земи. През 863 г. той е наричан venerabilis vir Ernst. След смъртта му през 865 г. е погребан в манастир Санкт Емерам.

## Деца
Ернст I е баща на:
- Ернст II († сл. 899), 857 граф в Суалафелд
- дъщеря († сл. 8 юли 879); ∞ пр. 861 г. за Карломан, 876 крал на Бавария (Каролинги)